# ادوارد ای. هننگان
ادوارد ای. هننگان (به انگلیسی: Edward A. Hannegan) سناتور سابق عضو حزب دموکرات ایالات متحده آمریکا بود. وی در سال ۱۸۴۳ تا ۱۸۴۹ میلادی سناتور ایالت ایندیانا در سنای ایالات متحده آمریکا بود.